# العصر النيوجيني
النيوجيني (بالإنجليزية: Neogene)، وهو ثاني العصور الثلاثة لحقبة الحياة الحديثة، امتد من 23.04 إلى 2.58 مليون سنة مضت، لمدة 20.46 مليون سنة تقريبا. يسبقه الباليوجيني، ويليه الرباعي. كان يطلق عليه اسم العصر الثالث العلوي أو المتأخر (باللاتينية: Late or Upper Tertiary) لكن هذه التسمية قديمة، فقد كان العصر الثالث يغطي الفترة الزمنية التي يغطيها الآن عصري الباليوجيني والنيوجيني، لكنه غير معترف به كمصطلح طبقي رسمي.
استمرت الثدييات والطيور خلال هذا العصر في التطور إلى أشكال حديثة، بينما بقيت مجموعات أخرى من الحياة دون تغير نسبي. حدثت بعض الحركة القارية، وكان الحدث الأكثر أهمية هو اتصال أمريكا الشمالية والجنوبية عند برزخ بنما، وذلك في أواخر البليوسيني. وسبب هذا بقطع تيارات المحيط الدافئة من المحيط الهادئ إلى المحيط الأطلسي، ولم يتبق سوى تيار الخليج لنقل الحرارة إلى المحيط المتجمد الشمالي. زادت برودة المناخ العالمي زيادة كبيرة على مدار فترة النيوجيني، وبلغت ذروتها بسلسلة من التجلدت القارية خلال العصر الرباعي الذي يليه.

## التسمية
يعود مصطلح «النيوجيني» (Neogene) إلى اليونانية (νέος = "néos" = «جديد» + γένος - "génos" = «مولود»). وقد صاغه عالم الأحافير النمساوي موريتز هورنس عام 1853.

## الأقسام الفرعية
التقسيمات الفرعية لعصر النيوجيني من الأحدث إلى الأقدم هي:
| العصر       | الفترة       | المرحلة     | أهم الأحداث | البداية (م.س.مضت) |
| ----------- | ------------ | ----------- | --- | ----------------- |
| الرباعي     | البليستوسيني | الجيلاسي    | أحدث | أحدث              |
| النيوجيني   | البليوسيني   | البياشنزي   | - أحداث جيولوجية: تطور صفيحة جرينلاند الجليدية مع اشتداد البرودة ببطء مع اقتراب العصر البلستوسيني. يصل محتوى الأكسجين وثاني أكسيد الكربون في الغلاف الجوي إلى مستوياتها اليوم بينما تتشكل الكتل الأرضية كذلك إلى مواقعها الحالية (على سبيل المثال، ينضم برزخ بنما إلى الأمريكتين الشمالية والجنوبية، مع فرصة التبادل الحيواني). - أحداث حيوية : انقراض آخر للبعد وحشيات الغير جرابية. ظهور "القرود الجنوبية" الأسترالوبيثكس وانتشارها في شرق إفريقيا؛ بداية العصر الحجري. | 3.6               |
| النيوجيني   | البليوسيني   | الزانكلي    | - أحداث جيولوجية: حدوث فيضان الزانكلي في حوض البحر الأبيض المتوسط. استمرار المناخ البارد منذ العصر الميوسيني. - أحداث حيوية : ظهور أول الخيول والفيلة. ظهور قرود الأرض في إفريقيا. | 5.333             |
| النيوجيني   | الميوسيني    | المسيني     | - أحداث جيولوجية: حدث المسيني للبحيرات الشديدة الملوحة في حوض البحر الأبيض المتوسط الجاف. بداية تشكل الصحراء الكبرى. مناخ معتدلة لمخازن الجليد، تتخللها عصور جليدية وتكون صفيحة شرق القارة القطبية الجنوبية الجليدية. - أحداث حيوية : انقراض آخر أشباه التمساحيات ومفصولات الرقاب والمفترسات. بعد الانفصال عن أسلاف الغوريلا، انفصل أسلاف الشمبانزي والبشر تدريجيًا؛ أناسي الساحل التشادي والأورورين في إفريقيا. | 7.246             |
| النيوجيني   | الميوسيني    | التورتوني   | - أحداث جيولوجية: حدث المسيني للبحيرات الشديدة الملوحة في حوض البحر الأبيض المتوسط الجاف. بداية تشكل الصحراء الكبرى. مناخ معتدلة لمخازن الجليد، تتخللها عصور جليدية وتكون صفيحة شرق القارة القطبية الجنوبية الجليدية. - أحداث حيوية : انقراض آخر أشباه التمساحيات ومفصولات الرقاب والمفترسات. بعد الانفصال عن أسلاف الغوريلا، انفصل أسلاف الشمبانزي والبشر تدريجيًا؛ أناسي الساحل التشادي والأورورين في إفريقيا. | 11.63             |
| النيوجيني   | الميوسيني    | السيرافالي  | - أحداث جيولوجية: أصبح المناخ مثالي في منتصف العصر الميوسيني موفرا مناخًا دافئًا مؤقتًا. - أحداث حيوية : انقراضات في منتصف العصر الميوسيني أدت إلى تناقص تنوع أسماك القرش. ظهور أفراس النهر. ظهور سلف القردة العليا. | 13.82             |
| النيوجيني   | الميوسيني    | اللانغي     | - أحداث جيولوجية: أصبح المناخ مثالي في منتصف العصر الميوسيني موفرا مناخًا دافئًا مؤقتًا. - أحداث حيوية : انقراضات في منتصف العصر الميوسيني أدت إلى تناقص تنوع أسماك القرش. ظهور أفراس النهر. ظهور سلف القردة العليا. | 15.98             |
| النيوجيني   | الميوسيني    | البروديغالي | - أحداث جيولوجية: تكون الجبال في نصف الكرة الأرضية الشمالي. بداية تكون جبال كايكورا التي تشكل جبال الألب الجنوبية في نيوزيلندا. تمتص الغابات المنتشرة ببطء كميات هائلة من ثاني أكسيد الكربون، مما أدى إلى انخفاض تدريجي في مستوى ثاني أكسيد الكربون في الغلاف الجوي من 650 جزء في المليون إلى حوالي 100 جزء في المليون خلال العصر الميوسيني. ظهور فصائل الثدييات والطيور الحديثة وأصبحت معروفة. انقراض آخر الحيتان البدائية. انتشار الأعشاب في كل مكان. ظهور أسلاف القردة. تصطدم إفريقيا العربية بأوراسيا، لتشكل الحزام الألبي بالكامل وتغلق محيط تيثيس، لتسمح بالتبادل الحيواني. في الوقت نفسه، تنقسم إفريقيا العربية إلى إفريقيا وغرب آسيا. - أحداث حيوية: تطور قردة فيكتوريابيثيكوس. | 20.45             |
| النيوجيني   | الميوسيني    | الأكويتاني  | - أحداث جيولوجية: تكون الجبال في نصف الكرة الأرضية الشمالي. بداية تكون جبال كايكورا التي تشكل جبال الألب الجنوبية في نيوزيلندا. تمتص الغابات المنتشرة ببطء كميات هائلة من ثاني أكسيد الكربون، مما أدى إلى انخفاض تدريجي في مستوى ثاني أكسيد الكربون في الغلاف الجوي من 650 جزء في المليون إلى حوالي 100 جزء في المليون خلال العصر الميوسيني. ظهور فصائل الثدييات والطيور الحديثة وأصبحت معروفة. انقراض آخر الحيتان البدائية. انتشار الأعشاب في كل مكان. ظهور أسلاف القردة. تصطدم إفريقيا العربية بأوراسيا، لتشكل الحزام الألبي بالكامل وتغلق محيط تيثيس، لتسمح بالتبادل الحيواني. في الوقت نفسه، تنقسم إفريقيا العربية إلى إفريقيا وغرب آسيا. - أحداث حيوية: تطور قردة فيكتوريابيثيكوس. | 23.04             |
| الباليوجيني | الأوليغوسيني | الخاتي      | أقدم | أقدم              |

## الجدل حول الحدود
من المعروف تقليديا أن النيوجيني ينتهي في نهاية البليوسيني، أي قبل التعريف الأقدم لبداية العصر الرباعي؛ والعديد من الجداول الزمنية تدعم هذا التقسيم.
```
ومع ذلك، فهناك حركة بين الجيولوجيين (خاصة 
الجيولوجيين البحريين
) يميلون أيضا إلى تضمين العصر الجيولوجي (
الرباعي
) في النيوجيني، بينما الآخرون (خاصة جيولوجيي اليابسة) يصرون على أن الرباعي عصر منفصل مع سجلات متباينة بشكل واضح. ويوجد خلاف بين الجيولوجيين حول المصطلحات المربكة ومكان رسم الحدود الهرمية بسبب القسمة الدقيقة نسبيا للوحدات الزمنية كلما اقترب من الزمن الحاضر، ولأن الحماية الجيولوجي تتسبب في الحفاظ على أصغر السجلات الجيولوجية الرسوبية على مساحة أكبر بكثير ويعكس بيئات أكثر بكثير من السجل الجيولوجي الأقدم.
[
23
]
 بتقسيم حقبة الحياة الحديثة إلى ثلاثة عصور (يمكن القول أن اثنين) (الباليوجينيي، النيوجيني، الرباعي) بدلاً من سبع فترات (أحيان) لتمكين مقارنة العصور بسهولة أكبر بمدة العصور في حقبتي 
الحياة الوسطى
 
والحياة القديمة
.
```

اقترحت «اللجنة الدولية للطبقات» (ICS) ذات مرة باعتبار العصر الرباعي حقبة فرعية (حقبة طبقية فرعية) من النيوجيني، مع بداية تاريخ قبل 2,588 مليون سنة، وهي بداية حين (مرحلة) الجيلاسي. وفي 2004 اقترحت «اللجنة الدولية للطبقات» بأن النيوجيني يتكون من فترتي (نسق) الميوسيني والبليوسيني. عارض الاتحاد الدولي لبحوث العصر الرباعي (INQUA) هذه المقترحات مدعين أن النيوجيني والبليوسيني قد انتهيا قبل 2,588 مليون سنة، وأن حين (مرحلة) الجيلاسي انتقل إلى البليستوسيني، وأن الرباعي يُعترف به على أنه العصر الثالث من حقبة الحياة الحديثة، إشارة إلى التغيرات الرئيسية في مناخ الأرض، والمحيطات والكائنات الحية الأرضية، التي وجدت قبل 2,588 مليون سنة وأنسجامه مع حدود المغناطيس الطبقي غاوس-ماتوياما. في 2006، توصلت «اللجنة الدولية للطبقات» و«الاتحاد الدولي لبحوث العصر الرباعي» إلى اتفاق على وضع الرباعي كحقبة فرعية، مقسمين حقبة الحياة الحديثة إلى ثلاثي ورباعي كلاسيكي، تم رفض هذا الاتفاق من قبل الاتحاد الدولي للعلوم الجيولوجية لأنه فصل كل من النيوجيني والبلوسيني إلى قسمين.
بعد مناقشات رسمية في المؤتمر الجيولوجي الدولي لعام 2008 في أوسلو، النرويج، قررت «اللجنة الدولية للطبقات» في مايو 2009 أن تجعل الرباعي أصغر عصر من حقبة الحياة الحديثة وتكون قاعدته عند 2,588 مليون سنة مضت تشمل مرحلة الجيلاسي، الذي كان يُعتبر سابقا جزءا من فترة النيوجيني وفترة البليوسيني. وبهذا ينتهي عصر النيوجيني بتقييد العصر الرباعي التالي عند 2,588 مليون سنة مضت.

## الجغرافيا
استمرت القارات بالانجراف للهيئة التركيبية الحالية. من خصائص الجغرافية الحديثة معرفة تشكل الجسر البري بين أمريكا الجنوبية وأمريكا الشمالية. تنجرف أمريكا الجنوبية غربا، نحو منطقة الاندساس في المحيط الهادئ الذي تسبب في زيادة أرتفاع جبال الأنديز وامتداد جنوب شبه جزيرة وسط أمريكا. وانتهى فصل الأمريكيتين بتشكيل برزخ بنما خلال فترة البليوسيني. كان لتكوين البرزخ نتائج مهمة على درجات الحرارة العالمية، بسبب انقطع تيارات المحيط الاستوائي الدافئ وبدية دورات للبرودة على المحيط الأطلسي المعزول، مع انخفاض درجات الحرارة في مياه المنطقة القطبية الشمالية وأنتاركتيكا. كما أنهى تشكل البرزخ عزلة حيوانات أمريكا الجنوبية، الذي تسببت في انقراض الحافريات الأصلية وآكلات اللحوم الجرابية.
استمرت الهند بالاصطدام مع آسيا، وعل اثرها زيادة السلاسل الجبلية في هذه المنطقة. استمرت تصادم إفريقيا مع أوروبا ليتشكل البحر الأبيض المتوسط وزالت آخر بقايا محيط تيثس منذ حوالي 19-12 مليون سنة. وقد أدى الارتفاع التالي لجبال منطقة غرب البحر الأبيض المتوسط والانخفاض العالمي في مستوى سطح البحر إلى جفاف البحر المتوسط خلال الفترة بين 6 و 5.33 مليون سنة مضت. وانتهت هذه الأزمة بعد انفتاح مضيق جبل طارق الحالي وفيضان البحر الأبيض المتوسط بمياه المحيط الأطلسي منذ حوالي 5.33 مليون سنة. كما أن الانخفاض في مستوى سطح البحر كشف الجسر البري بين آسيا وألاسكا.
شاعت رواسب الميوسيني الداخلية والبحرية في جميع أنحاء العالم مع تيارات بحرية صاعدة بالقرب من السواحل الحديثة. أصبحت الانكشافات القارية واضحة جدا في السهول الكبرى للولايات المتحدة والأرجنتين. وأصبحت صخور البليوسيني البحرية مكشوفة في البحر الأبيض المتوسط، والهند والصين. وانكشفت بشكل كبير بالقرب من السواحل في أماكن أخرى.

## المناخ

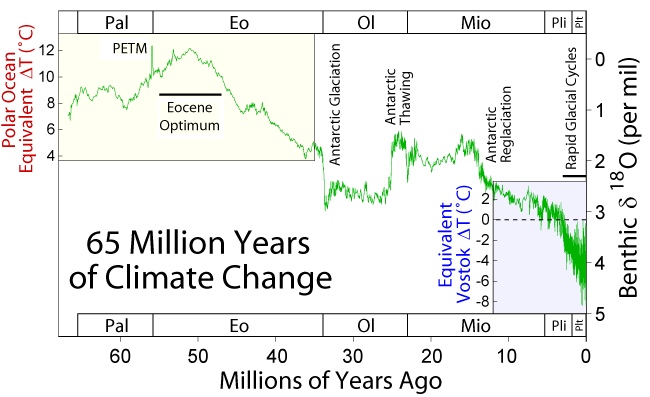
تطور المناخ في آخر 65 مليون سنة بناءً على قياسات النظير (^{18}O). كان المناخ في الميوسيني (بالوسط) أكثر دفئا مما كان عليه اليوم (يمينا) ولكن أقل منه في الباليوجيني (يسارا). وفي أواخر الميوسيني وأثناء البليوسيني، كان المناخ بارد.

أصبح المناخ العالمي موسميا واستمر توجهه الجاف والبارد والذي بدأ مع بداية العصر الباليوجيني. بدأت القمم الجليدية في القطبين تنمو وتزيد سماكا، وقد بدأ بحلول نهاية هذا العصر أول مرحلة من التجلد للعصر الجليدي الحالي.

### الميوسيني
ارتفعت درجة حرارة الأرض مرة أخرى في بداية الميوسيني. خلال النصف الثاني من الفترة، بدأت الأعشاب الشبيهة بالسافانا بالظهور في الأمريكتين بسبب البرودة والجفاف التدريجي للمناخ. خلال العصر الميوسيني السفلي كانت هناك بعض التجلد في شرق القارة القطبية الجنوبية (قبل 23-15 مليون سنة)، ولكن منذ حوالي 15 مليون سنة، بدأ الغطاء الجليدي في نصف الكرة الجنوبي بالنمو إلى حده الحالي.

### البليوسيني
بدأ العالم يقترب من أشباه العالم الحالي بسبب البرودة والجفاف. كان المناخ موسمي وجاف كما هو الحال الحياة الحالية. أدى تشكل برزخ بنما الذي حدث قبل حوالي 3.5 مليون سنة إلى قطع التيارات الاستوائية التي كانت موجودة منذ العصر الطباشيري وبداية حقبة الحياة الحديثة، وقد يكون هذا الذي ساهم في تبريد المحيطات. بدأت الصفائح الجليدية في القارة القطبية الجنوبية بالنمو حتى غطاها الجليد بالكامل. وقبل حوالي 3 ملايين سنة تطور الغطاء الجليدي في غرينلاند. تميز تكوين الغطاء الجليدي في القطب الشمالي الذي حدث منذ 3 ملايين سنة بتغير حاد في نسب نظائر الأكسجين وفي الرواسب في شمال المحيط الأطلسي والمحيط الهادئ. قد يكون العصر الجليدي في خطوط العرض الوسطى مستمرا قبل نهاية الفترة. قد تكون برودة الأرض التي حدثت خلال البليوسيني محفزا لاختفاء الغابات وانتشار المراعي والسافانا. ظهرت الحيوانات العاشبة الكبيرة خلال البليوسيني السفلي وجاءت معها آكلات اللحوم الكبيرة.

## الحيوانات
حدث تطور لبعض الفقاريات (انتشرت الثعابين والعصافير والضفادع والجرذان والفئران).

### الحياة البحرية
ظهرت الطحالب المرجانية الأولى في المحيطات والتي تعتبر الشعاب المرجانية الحالية. وحدث تنوع وإشعاع تكيفي للحيتان البالينية والدلافين وحيتان العنبر. تلاشت الغلوبيغرينا خلال انقراض الإيوسيني، وانتشرت مرة أخرى في الميوسيني وشكلت دليل أحفوري ممتازة في البيئة البحرية. في النيوجيني انتشرت دياتومات المياه العذبة (الريشيات)، التي نشأت في الباليوجيني، ووصلت خلال الميوسيني إلى 2000 نوع، ووصلت إلى وضع بيئي مماثل للوضع الحالي كمنتجات أساسية في المياه العذبة.

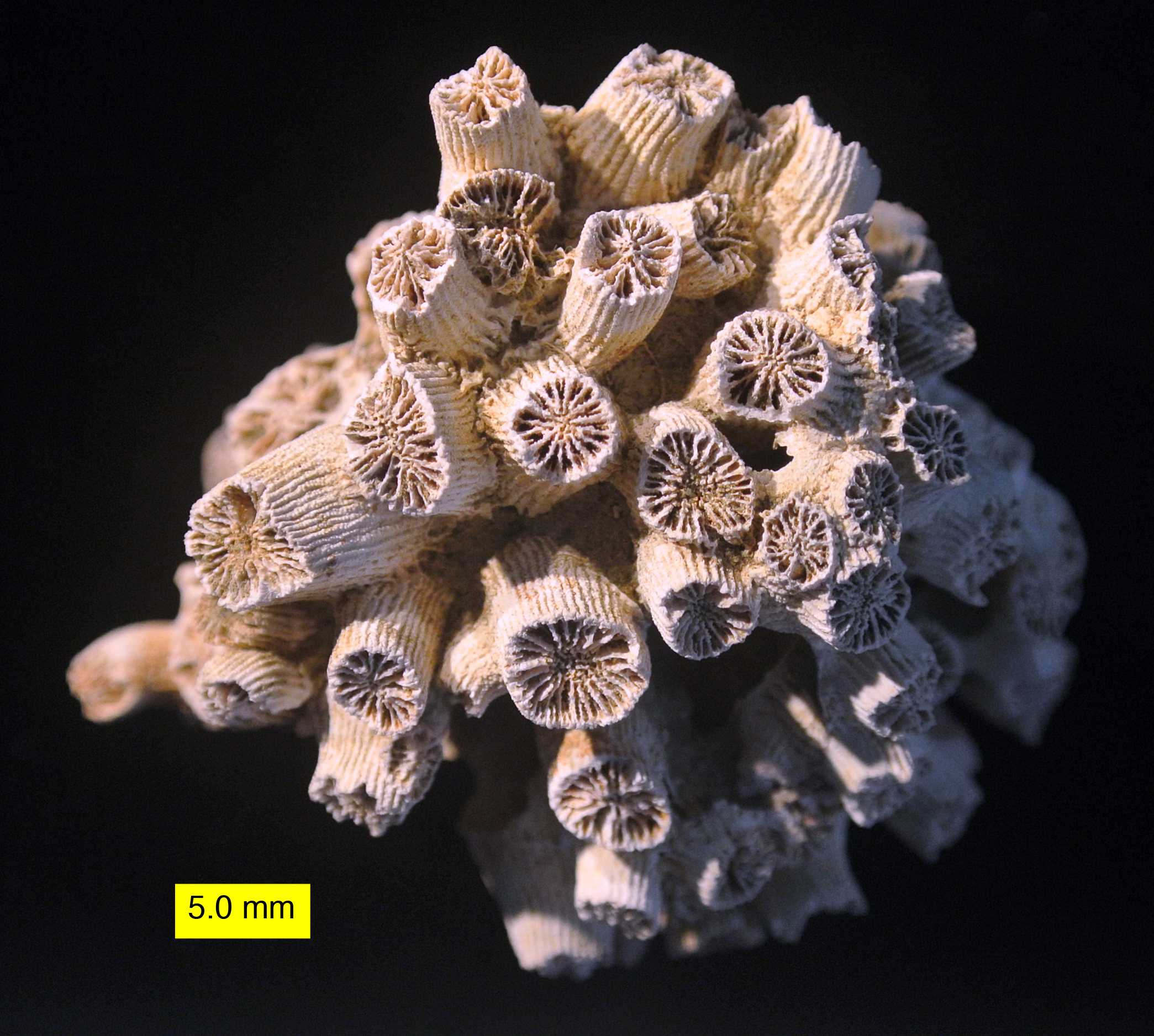
كلادوكورا[الإنجليزية] (مرجانيات صلبة من البليوسيني)
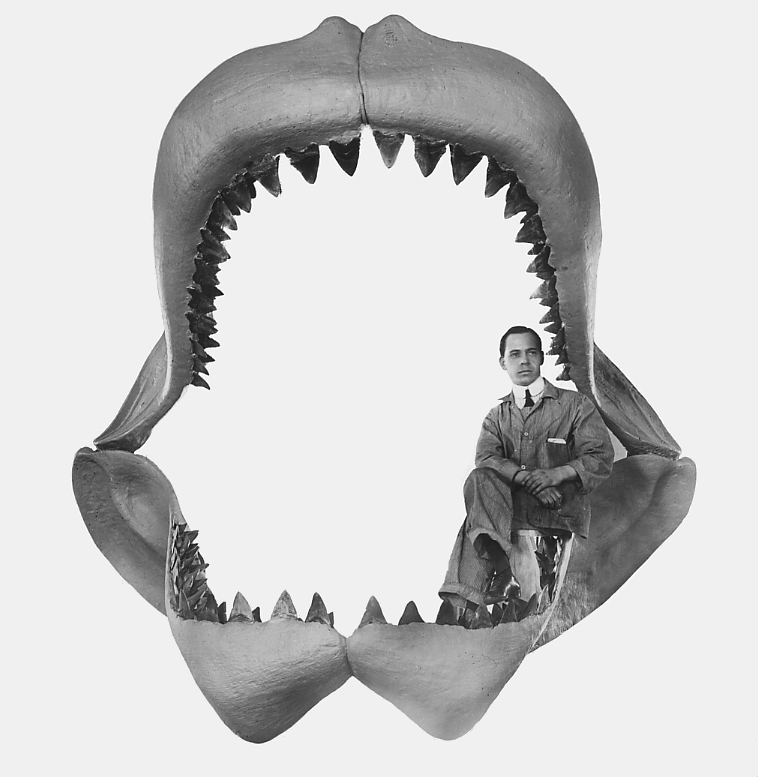
فك ميجالودون (لمنيات الشكل من الميوسيني)
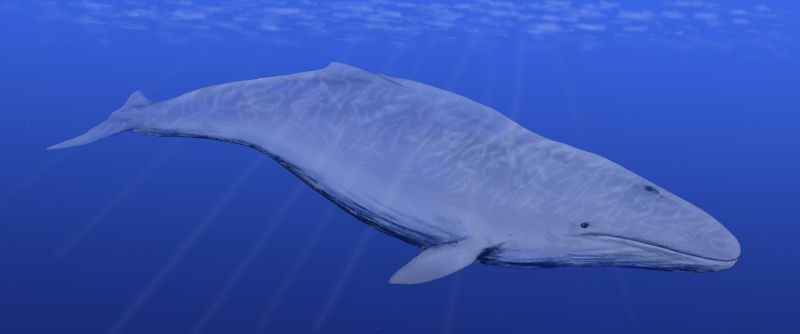
سيتوثيريوم (حيتانيات من الميوسيني)
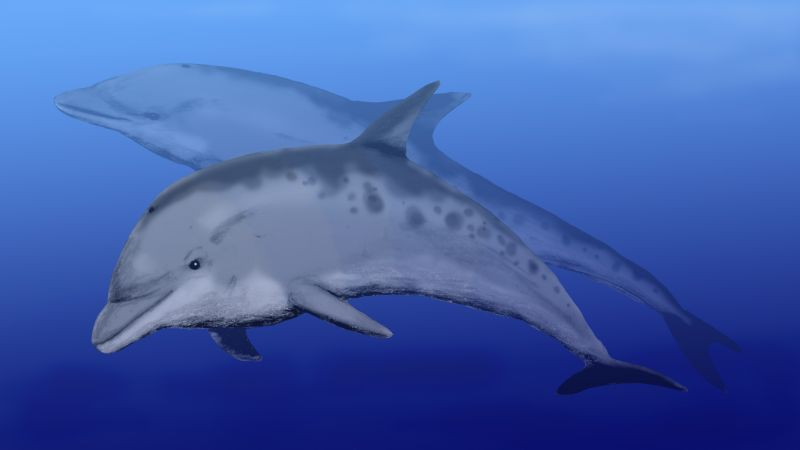
كينتريودون[الإنجليزية] (دلفين )

## الحيوانات البرية
تأثرت الكائنات الحية البرية تأثراً عميقاً بسبب التغيرات المناخية.

### تطور الفقاريات الأرضية
بالرغم من الاهتمام بأصل الثدييات الكبيرة، إلا أن هناك أهتمام على نجاح المخلوقات الصغيرة. في الحقيقة، بالإمكان تسمية النيوجيني أيضا بعصر الضفادع، أو عصر الفئران والجرذان، أو عصر الثعابين، أو عصر العصافير.
وقد شهدت هذه المجموعات الأربعة إشعاعا تكيفيا كبيرا خلال المليون سنة الماضية. وربما يكون نجاح الضفادع والعلاجم الحديثة هو قدرتها الكبيرة على التقاط الحشرات بألسنتها الطويلة. وبنفس الطريقة، انتشرت الثعابين بشكل كبير بسبب انتشار الضفادع والقوارض، ولأن القليل من الحيوانات المفترسة يمكنها مطاردة هذه القوارض الصغيرة في جحورها. قبل بداية النيوجيني، كان هناك عدد قليل من الثعابين باستثناء أعضاء المجموعة البدائية لثعابين الأصلة العاصرة. كان من المفترض أن يكون توسع الجواثم مشروطا بتنوع بذور أنواع الأعشاب المنتشرة، بالرغم من أنها كالضفادع، إلا أن جزءا من نجاحها يعود إلى قدرتها على التقاط الحشرات.
في جنوب أمريكا، كانت الحيوانات المفترسة الرئيسية هي طيور الرعب (الفورسراسيدات)، وهي فصيلة من الطيور الكبيرة التي لا تطير، عاشت خلال عصري الباليوجيني والنيوجيني قبل 62-2 مليون سنة. كان موطنها في أمريكا الجنوبية، واتجهت إلى أمريكا الشمالية عندما تشكل برزخ بنما. وكانت من المفترسات الفائقة في وقتها يصل طولها من 0.6 إلى 3 أمتار وأجنحتها صغيرة كالأذرع تساعدها في إسقاط الفريسة المتحركة. يعتقد أنها عاشت في سهول كبيرة، مما يساعدها باستغلال سرعتها بالجري. وإلى جانب ذلك، لم تكن بحاجة إلى الاختباء لأنها كانت من الحيوانات المفترسة الفائقة في عصرها وليس لديها أعداء طبيعيين. انقرضت طيور الرعب، وبقي من أقربائها الحاليين الطائر المُقنزَع من فصيلة القُنزُعيّة.
وخلال هذه العصر تطورت الخصائص الحديثة للحيوانات الكبيرة. من بين العواشب مثلا، تراجعت فصائل الكركدنيات والخيول بعد الميوسيني المتأخر ويعد هذا استمرار للتراجع العام للحافريات المفردات الأصابع. وخلال الميوسيني تنوعت أيضا لأيل والبقريات، بالرغم من انخفاض أعداد الأنواع لهذه الفصائل منذ ذلك الحين. وبالمثل، تراجعت أنواع كثيرة من الفيلة ومن ضمنها ذوات الخراطيم الطويلة، التي حققت نجاحا كبيرا خلال عصري الميوسيني والبليوسيني، ولم يتبقى منها اليوم إلا نوعان فقط. حيث أن الماموث لم يعش إلا خلال البليوسيني والبليستوسيني. اكتسبت الثدييات الآكلة اللحوم (شملت فصائل القطط والكلاب، التي ظهرت في الباليوجيني)، طابعها الحديث. وخلال الميوسيني ظهرت فصائل الضباع والدببة. أنتشر العديد من مجموعات الثدييات العاشبة، مثل الظباء، وانتشرت مع مجموعات من القوارض بنجاح في المساحات الشاسعة من السافانا والأراضي العشبية. في نفس الوقت عزز تنوع العاشبات نجاح مجموعات من آكلات اللحوم كالضباع والأسود.

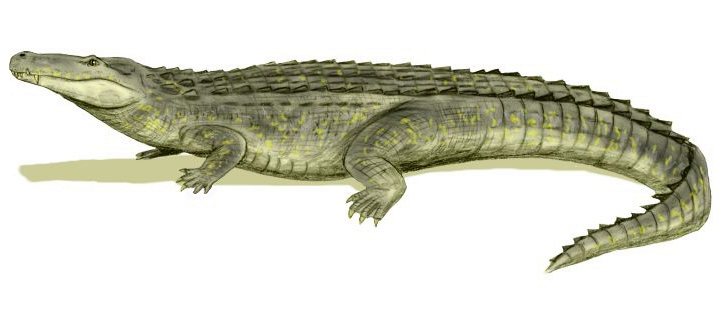
بيوروصور (تمساحيات من الميوسيني)
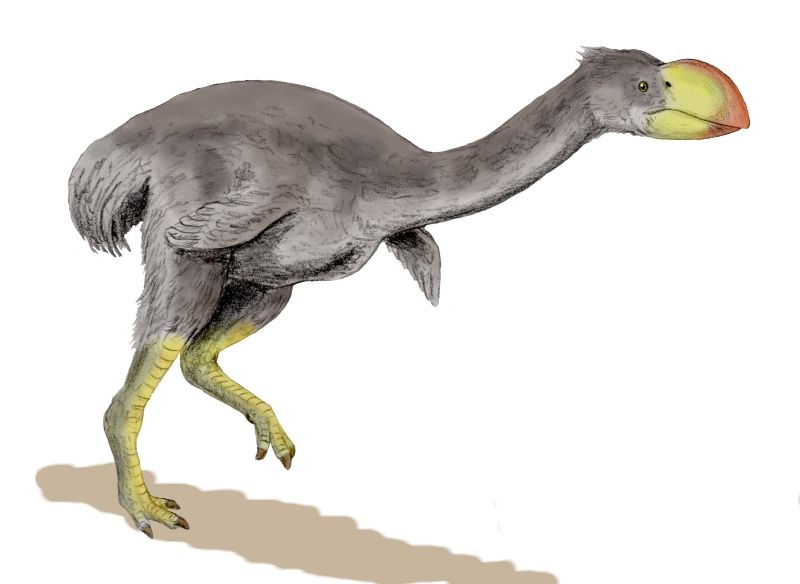
درومورنس (إوزيات من الميوسيني)
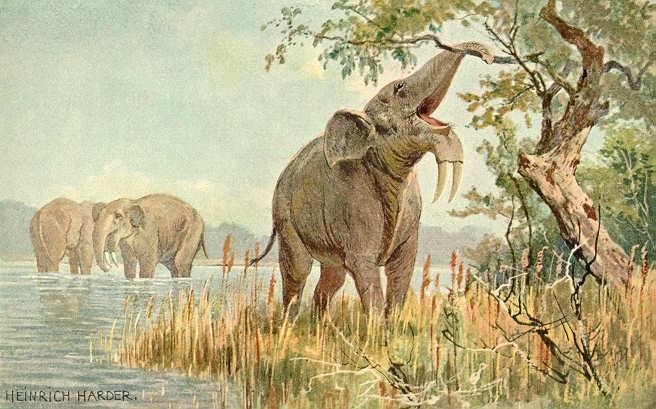
دينوثيريم (فيليات من البليوسيني)
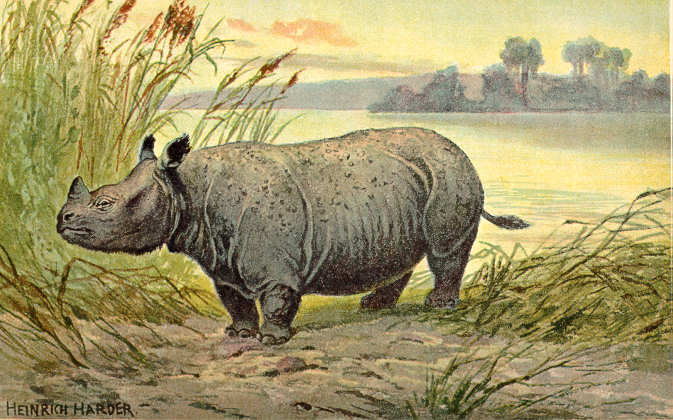
تيليوسيراس (كركدنيات من الميوسيني)
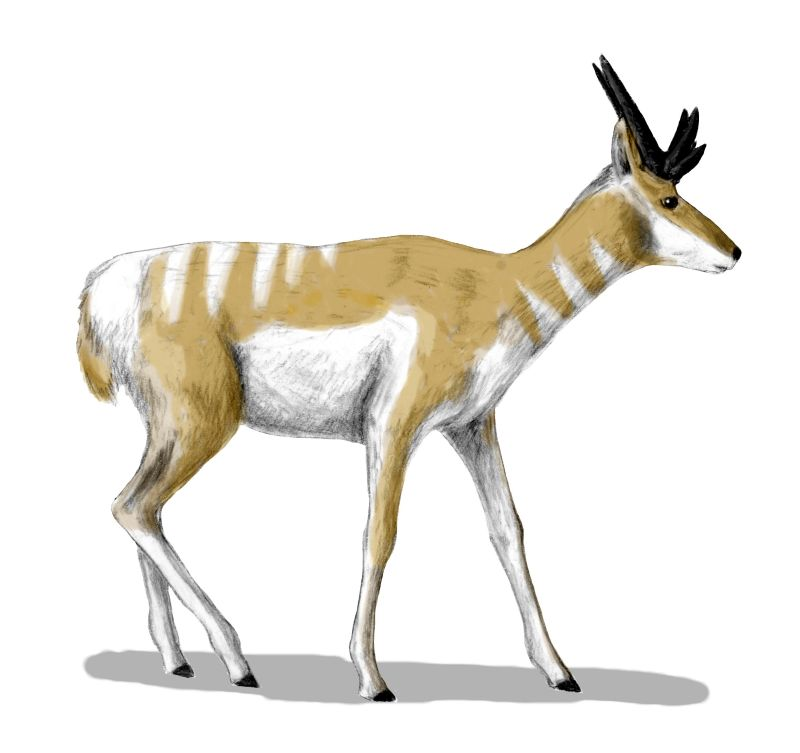
أوسبورنوسيروس (ظباء وعلية من الميوسيني)
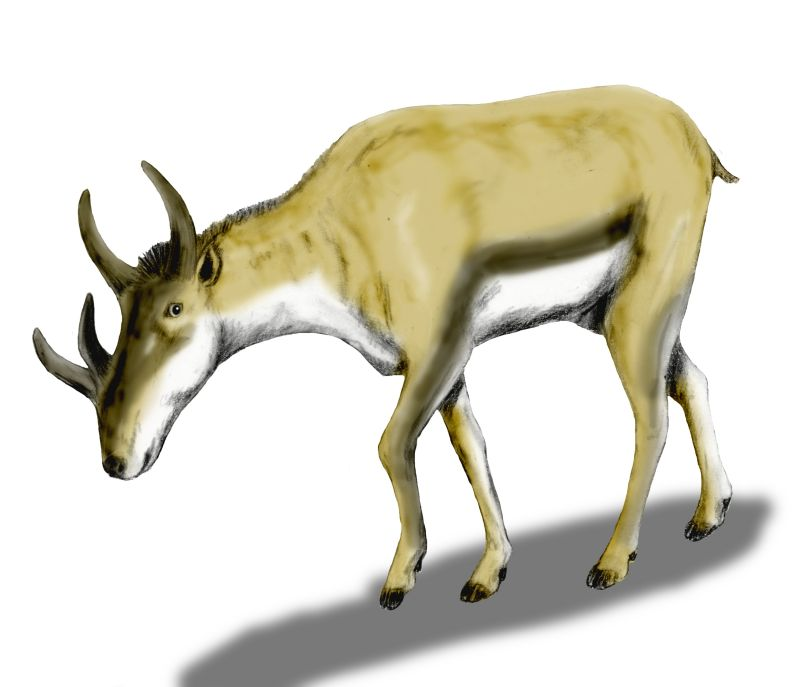
سنديوسيراس (قرنيات أولية من الميوسيني)
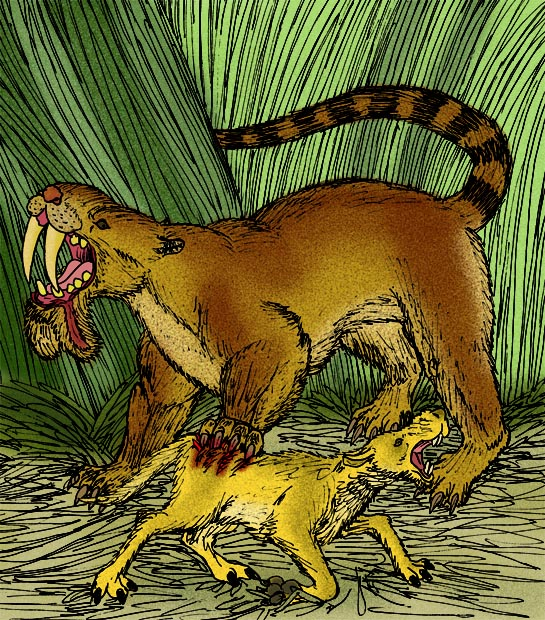
تيلاكوسميلس[الإنجليزية] (الجرابيات من البليوسيني)
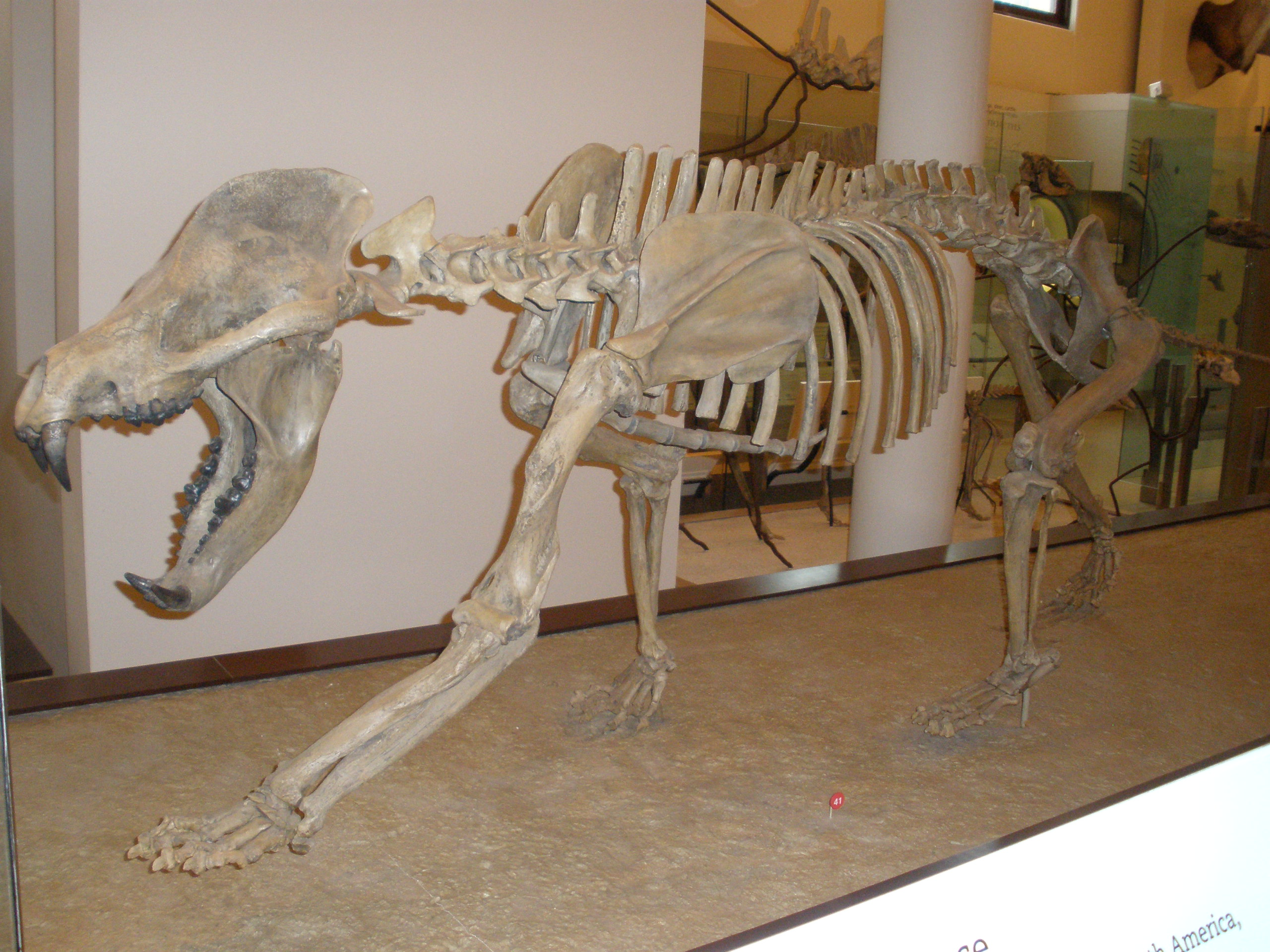
أمفيسيون (الأمفيسيونيات من الميوسيني)
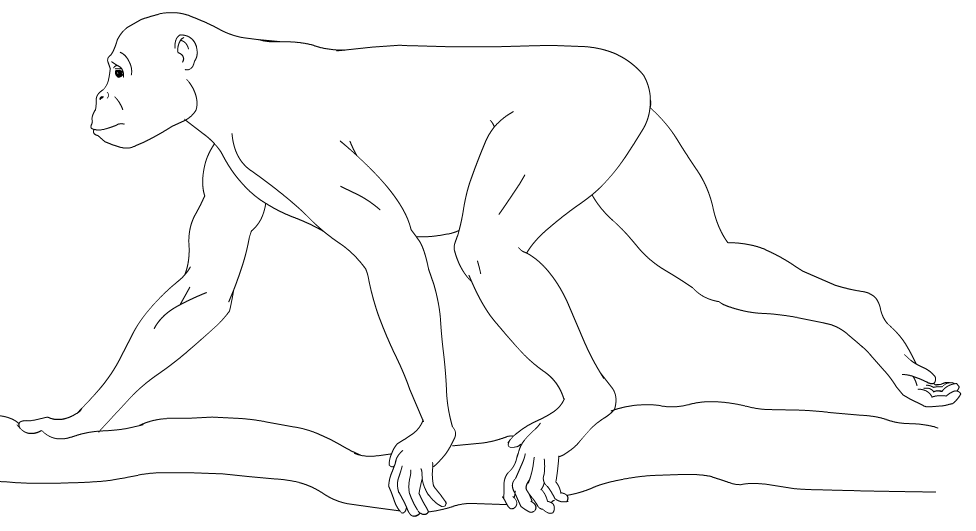
بروكونسول (رئيسيات من الميوسيني)
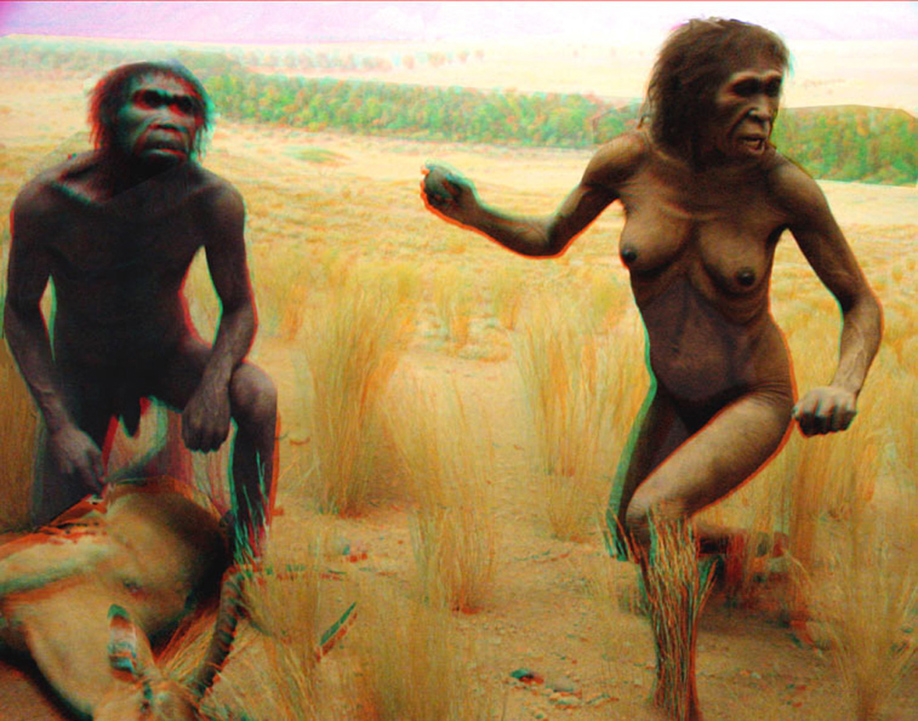
أسترالوبيثكس (قردة عليا من الميوسيني)
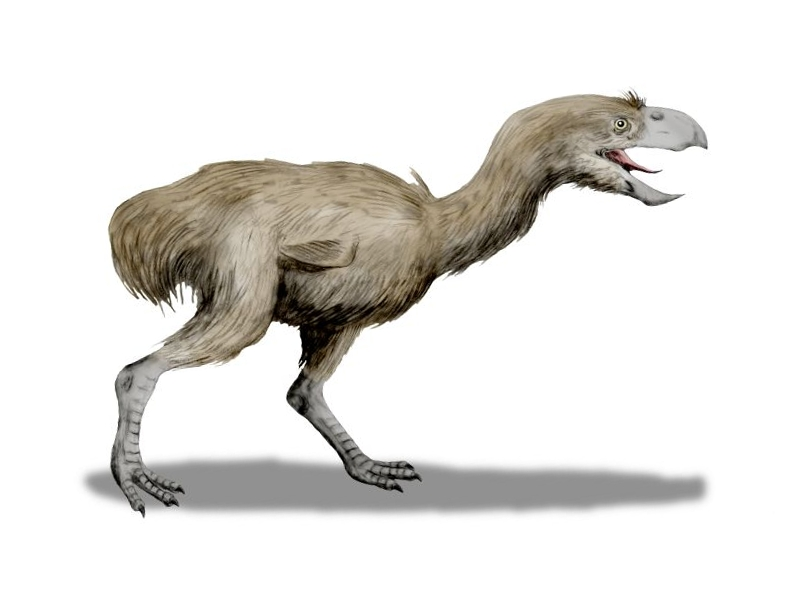
بارافيسونيس (كركياتمن الميوسيني)
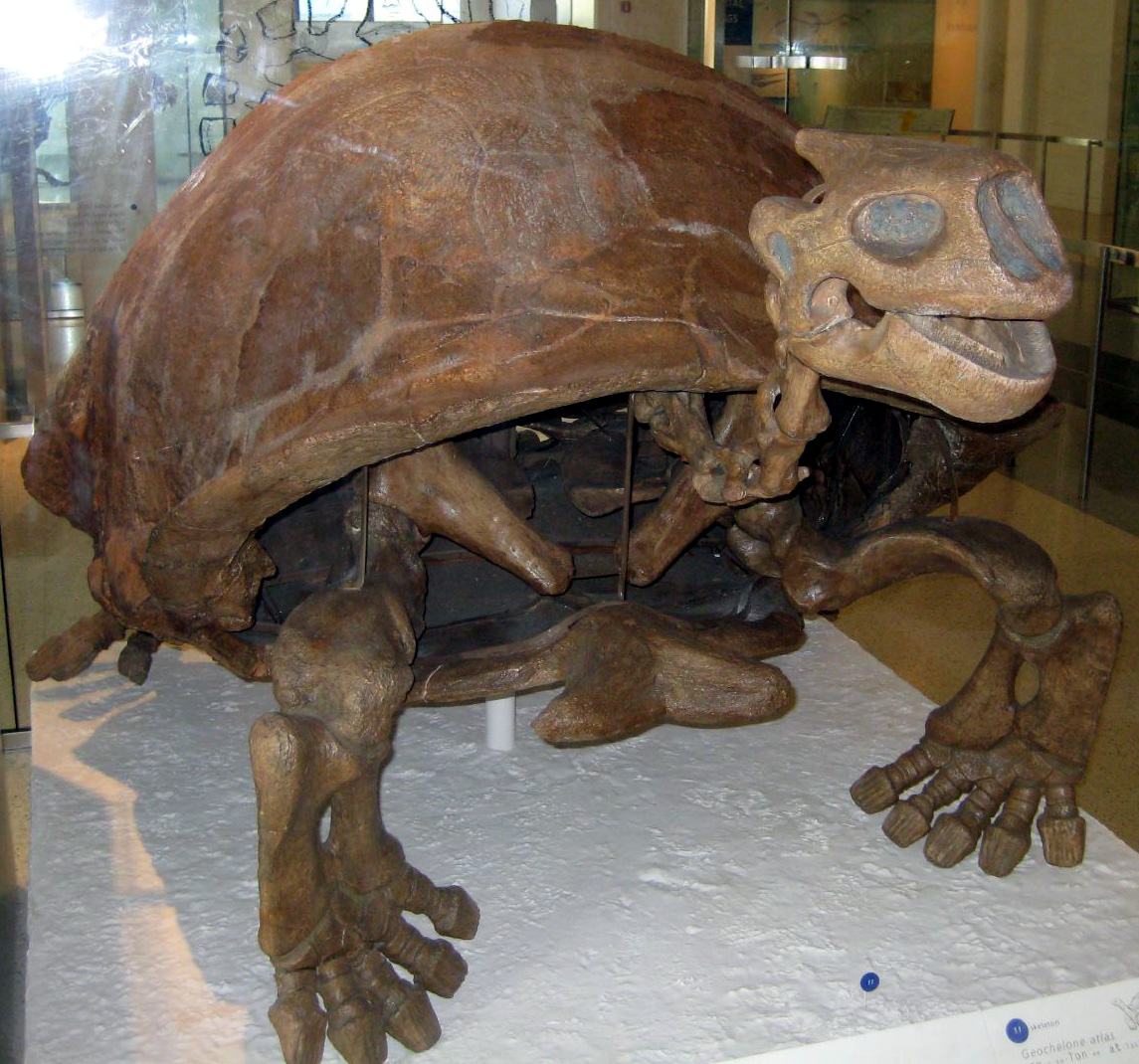
ميغالوشيليس (سلحفاة من الميوسيني)

أما الرئيسيات، كانت السعادين موجودة مسبقا خلال فترة الأوليغوسيني. وتشمل أقدم مجموعة سعادين العالم القديم التي تعيش حاليا في أفريقيا وأوراسيا. قبل نهاية الأوليغوسيني، وصلت مجموعة من السعادين المميزة إلى أمريكا الجنوبية. وخلال النيوجيني تعرضت السعادين إلى تشعب تكيفي على جانبي المحيط الأطلسي. من بين الرئيسيات الأفريقية كانت القردة من نوعي قرد العفص (قرد أشجار البلوط)، والبروكونسول، أحفاد الأشكال الأوليغوسينية. وخلال الميوسيني، انتشرت الرئيسيات في العالم القديم، مع ظهور سعادين العالم القديم (التي تشمل قردة اليوم المكاك والبابون).

## النباتات
كردة فعل برودة المناخ الموسمي تنازلت أنواع النباتات الاستوائية وأعطت الطريق إلى الأنواع النفضية، وحلت الأعشاب الأرضية محل العديد من الغابات. لذلك تنوعت الأعشاب بشكل كبير وعلى أثرها تطورت الثدييات العاشبة بجانبها من حيوانات الرعي غي هذا اليوم مثل الخيول، الظباء، والبيسون. وجدت أحافير أوراق نبات الأوكالبتوس الميوسيني في نيوزيلندا، حيث أن الجنس ليس موطنه الأصلي اليوم، ولكن تم إدخالها من أستراليا.